# Национальный лифтовый союз
Национальный лифтовый союз (НЛС) — общероссийская некоммерческая организация, объединяющая на основе добровольного членства ассоциации, союзы, некоммерческие партнёрства и другие объединения российских и иностранных юридических лиц, осуществляющие свою деятельность в сфере лифтового хозяйства, и позиционирующая себя как «высший координационный орган саморегулируемых организаций в лифтовом комплексе».
Среди декларируемых целей НЛС — профессиональное содействие государству в создании надёжной и эффективной системы обеспечения безопасности лифтов, а также благоприятных условий для развития саморегулирования в лифтовом комплексе, координация деятельности, представление и защита общих интересов лифтовых предприятий России в отношениях с органами государственной власти, органами местного самоуправления, физическими и юридическими лицами.

## История создания
Национальный лифтовый союз учреждён 17 февраля 2010 года в Москве по решению Координационного совета саморегулируемых организаций и объединений лифтовой отрасли «СОЮЗЛИФТ». 16 апреля 2010 года союз прошёл государственную регистрацию в качестве юридического лица.
Союз создавался как национальное объединение саморегулируемых организаций в лифтовом комплексе (Национальный союз лифтовых саморегулируемых организаций) на основании статьи 24 Федерального закона от 01.12.2007 N 315-ФЗ «О саморегулируемых организациях» для разработки единых стандартов и правил саморегулируемых организаций лифтового хозяйства, условий членства субъектов предпринимательской или профессиональной деятельности в таких саморегулируемых организациях, разрешения споров в третейском суде, профессионального обучения и аттестации работников членов саморегулируемых организаций лифтового хозяйства, сертификации произведенных ими товаров (работ, услуг), раскрытия информации, а также осуществления иных прав входящих в него саморегулируемых организаций.
Вместе с тем в 2012 году руководство НЛС объвило о необходимости дальнейшей консолидации лифтового сообщества России и приняло решение о расширении деятельности организации и реструктуризации её в союз не только саморегулируемых организаций в лифтовом комплексе, но и некоммерческих юридических лиц других видов — общественных организаций, некоммерческих организаций, иностранных юридических лиц, объединений работодателей, профессиональных союзов и т. п..
В настоящее время НЛС заявляет о себе как об организации, главная идея образования которой заключается в необходимости объединения лифтового сообщества в рамках единого координирующего органа лифтового комплекса.

## Руководство
Согласно уставу НЛС (п. 5.18) президент Национального Лифтового Союза избирается сроком на два года.
2010 год — первым президентом НЛС избран генеральный директор ОАО «Щербинский лифтостроительный завод» Макс Ваксман.
2011 год — вторым президентом НЛС избран почётный строитель России, почётный работник жилищно-коммунального хозяйства России Виктор Тишин.
2012 год — третьим президентом НЛС избран руководитель Комитета по саморегулированию общественного объединения предпринимателей «Опора России» Евгений Шлеменков.
2013 год — четвёртым президентом НЛС избран почётный строитель России, доктор технических наук, профессор Владимир Котельников. Первый вице-президент: Александр Евдокимов. Вице-президенты: Виктор Тишин, Юрий Радин, Вартан Авакян, Евгений Николаев. Исполнительный директор — Пётр Харламов.
2014 год — пятым президентом НЛС избран почётный строитель России, почётный работник жилищно-коммунального хозяйства России Виктор Тишин.

## Структура
Высший орган управления — Общее собрание членов. Постоянно действующий коллегиальный орган управления — Совет.
В составе Союза действуют 9 общероссийских объединений лифтовых организаций (по экспертным оценкам около 1500 лифтовых предприятий, в которых трудятся в совокупности более 60 000 работников) в рамках всего жизненного цикла лифта, за исключением утилизации:
- Саморегулируемая организация Некоммерческое партнерство «Российское лифтовое объединение» (объединение заводов-изготовителей лифтов).

- Некоммерческое партнёрство "Саморегулируемая организация «Межрегиональное объединение лифтовых организаций» (объединение монтажных лифтовых организаций).

- Ассоциация делового сотрудничества "Саморегулируемая организация «Лифтсервис» (объединение сервисных лифтовых организаций).

- Организация Межрегиональная Ассоциация организаций по оценке соответствия «Русьэкспертлифт» (объединение органов по оценке соответствия лифтов).

- Некоммерческое партнёрство «Национальный комитет содействия развитию механизированных парковок» (объединение лифтовых предприятий в сфере автоматизированного паркинга).

- Некоммерческое партнёрство "Объединение организаций в сфере проектирования «Академический Проектный Центр» (объединение лифтовых проектных организаций).

- Национальный Союз Саморегулируемых организаций в области промышленной безопасности (объединение организаций в сфере промышленной безопасности).

- Некоммерческое партнёрство "Саморегулируемая организация «Межрегиональное объединение лифтопроизводителей» (объединение изготовителей лифтовых компонентов).

- Общероссийское отраслевое объединение работодателей лифтового комплекса «Федерация лифтовых предприятий» (объединение работодателей лифтового хозяйства).

В структуру рабочих органов НЛС входят: Комитет региональных представителей, Комитет по стандартизации и техническому регулированию, Комитет по аналитике и статистике, Комитет правового обеспечения, Комитет по информационной политике, Рабочая группа по вопросам развития лифтовой промышленности, Совет ветеранов лифтовой отрасли.

## Направления деятельности
НЛС учредил ежегодный всероссийский съезд лифтовиков и всероссийскую конференцию лифтовиков, на которых профессиональное сообщество с участием представителей органов власти и общественности обсуждает актуальные проблемы лифтового хозяйства России. По результатам этих обсуждений лифтовики вырабатывают варианты их решения и выступают перед государством с соответствующими инициативами (как правило, резолюциями, решениями, обращениями и т. д.), оформляемыми в качестве законодательных предложений для уполномоченных органов власти.
Съезд лифтовиков является общественной инициативой НЛС, реализуя которую лифтовое сообщество пытается привлечь внимание общественности и сформировать общее мнение лифтовиков страны по актуальным проблемам лифтового комплекса, о чём информирует международные организации, федеральные органы государственной власти, органы государственной власти субъектов Российской Федерации, органы местного самоуправления, общественные объединения, другие юридические лица и население. В съезде принимает участие около 400—500 делегатов от числа представителей профессионального сообщества.
В рамках сотрудничества в сфере саморегулирования в строительстве Национальное объединение строителей привлекает НЛС к участию в работе по совершенствованию градостроительного законодательства в части лифтового хозяйства.
Фонд содействия реформированию жилищно-коммунального хозяйства осуществляет экспертное взаимодействие с НЛС в вопросах разработки и реализации региональных адресных программ по ремонту многоквартирных домов (в части замены лифтового оборудования) в рамках проводимой НЛС подготовки предложений по совершенствованию нормативно-технической базы в сфере модернизации и обновления лифтового парка страны.
НЛС причисляет себя к последовательным сторонникам идеи обязательного саморегулирования и выступает за усиление его роли в системе жилищно-коммунального хозяйства и строительства вообще и лифтовом комплексе, в частности, полагая, что именно саморегулирование дает «возможность повысить ответственность перед потребителями за безопасную эксплуатацию лифтов, обеспечить контроль деятельности специализированных лифтовых организаций и необходимый уровень качества услуг». Опыт НЛС в содействии развитию саморегулирования в лифтовом хозяйстве использовался государством для формирования модели управления отрасли управления многоквартирными домами.
12.09.2013 по инициативе НЛС при Госстрое России создана Межведомственная рабочая группа по вопросам развития лифтового хозяйства, модернизации и замены лифтов в многоквартирных домах жилищного фонда Российской Федерации, сформированная из представителей НЛС и входящих в его состав лифтовых объединений. В компетенцию рабочей группы вменена подготовка предложений по выработке единой политики и стратегическому развитию лифтового хозяйства, в том числе за счет изучения опыта НЛС в сферах:
- разработки профессиональных стандартов специальностей в сфере лифтового хозяйства[34][35][36];
- стандартизации предпринимательской деятельности в сфере лифтового хозяйства[37][38];
- формирования и реализации концепции государственного надзора за лифтами[39];
- повышения энергоэффективности лифтов[40].

С 06 по 08.07.2013 состоялась международная выставка лифтов и подъемных механизмов «ЛифтЭкспоРоссия 2013», организованная НЛС. Экспозицию выставки составили 198 компаний-участников из 18 стран мира. Выставку посетили более 5 500 из 128 городов.
НЛС является инициатором учреждения профессионального праздника «День работника лифтового комплекса».